# لایونز اسویچ (اکلاهما)
لایونز اسویچ(به انگلیسی: Lyons Switch) شهری در ایالت اکلاهما کشور ایالات متحده آمریکا است که جمعیت آن در سرشماری سال ۲۰۱۰ میلادی، ۲۸۸ نفر بوده‌است.